# Division I (Schach) 1958
Die Division I 1958 war die neunte schwedische Mannschaftsmeisterschaft im Schach (Allsvenskan) und gleichzeitig deren sechste Austragung in einem Ligabetrieb mit Auf- und Abstieg.

## Datum und Ort
Die Wettkämpfe wurden am 1. und 2. November in Stockholm ausgetragen.

## Turnierverlauf
Der SK Rockaden Stockholm besiegte alle Konkurrenten und verteidigte seinen Titel. Auch der zweite Stockholmer Verein, der Aufsteiger Stockholms Södra SS erreichte den Klassenerhalt, während die Schackkamraterna Solna ebenso absteigen mussten wie der zweite Aufsteiger, der Auswahlmannschaft aus Skåne.

### Abschlusstabelle
| Pl. | Verein                    | Sp | G | U | V | MP  | Brett-P.  |
| --- | ------------------------- | -- | - | - | - | --- | --------- |
| 01. | SK Rockaden Stockholm (M) | 3  | 3 | 0 | 0 | 6:0 | 17,0:13,0 |
| 02. | Stockholms Södra SS (N)   | 3  | 2 | 0 | 1 | 4:2 | 17,5:12,5 |
| 03. | Skånes SF (N)             | 3  | 1 | 0 | 2 | 2:4 | 14,0:16,0 |
| 04. | Schackkamraterna Solna    | 3  | 0 | 0 | 3 | 0:6 | 11,5:18,5 |

### Entscheidungen
|     | Schwedischer Mannschaftsmeister: SK Rockaden Stockholm          |
|     | Absteiger in die Division II: Skånes SF, Schackkamraterna Solna |
| (M) | Meister der letzten Saison                                      |
| (N) | Aufsteiger der letzten Saison                                   |

### Kreuztabelle
| Ergebnisse | Ergebnisse             | 01. | 02. | 03. | 04. |
| ---------- | ---------------------- | --- | --- | --- | --- |
| 01.        | SK Rockaden Stockholm  |     | 5½  | 5½  | 6   |
| 02.        | Stockholms Södra SS    | 4½  |     | 6   | 7   |
| 03.        | Skånes SF              | 4½  | 4   |     | 5½  |
| 04.        | Schackkamraterna Solna | 4   | 3   | 4½  |     |

## Die Meistermannschaft
| 1.            | SK Rockaden Stockholm |
| Schachfiguren | Olof Sterner, Bengt-Eric Hörberg, Sture Nyman, Allan Bergqvist, Bertil Lundberg, Joachim Wesche, Roland Fagerström, Rudolf Forsberg, I. Villa, J. Blomquist, A. O. Larsson, Herbert Möllersten. |